# Talipariti elatum
Talipariti elatum är en malvaväxtart som först beskrevs av Olof Swartz, och fick sitt nu gällande namn av Paul Arnold Fryxell. Talipariti elatum ingår i släktet Talipariti och familjen malvaväxter. Inga underarter finns listade i Catalogue of Life.

## Bildgalleri

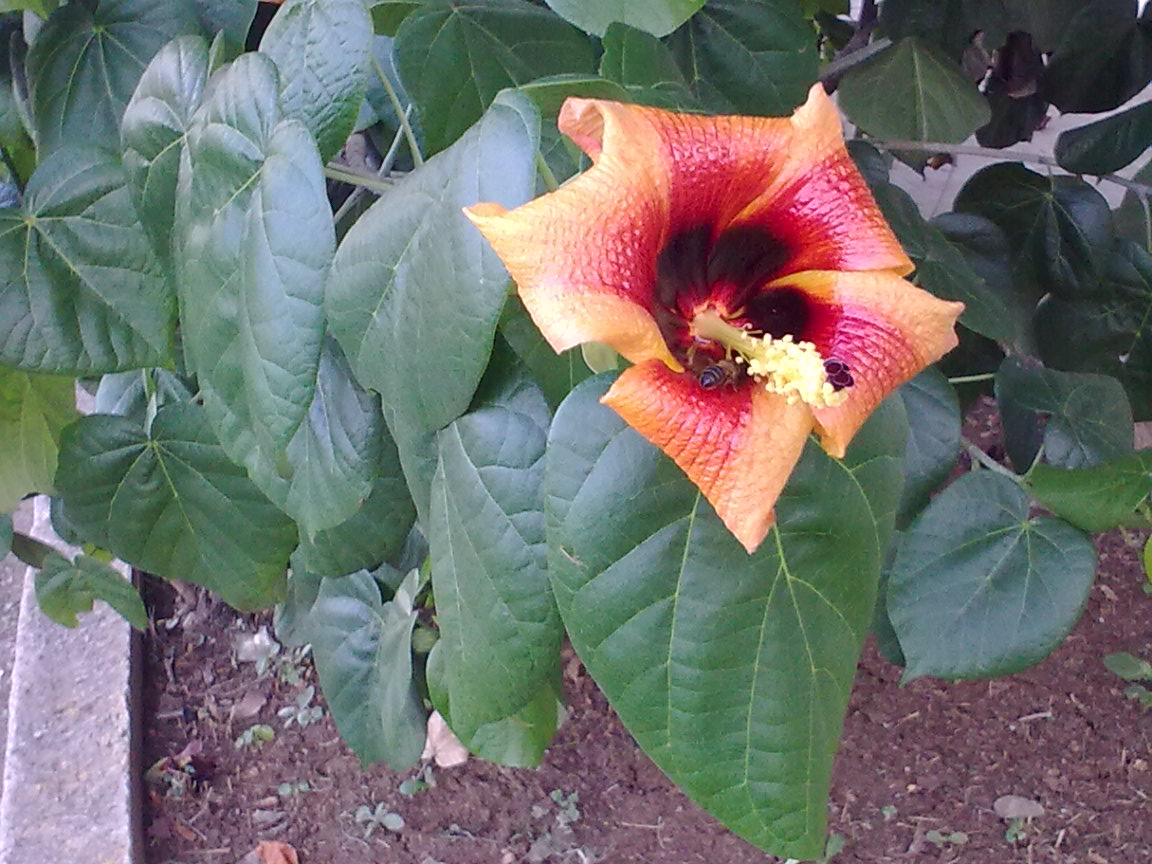
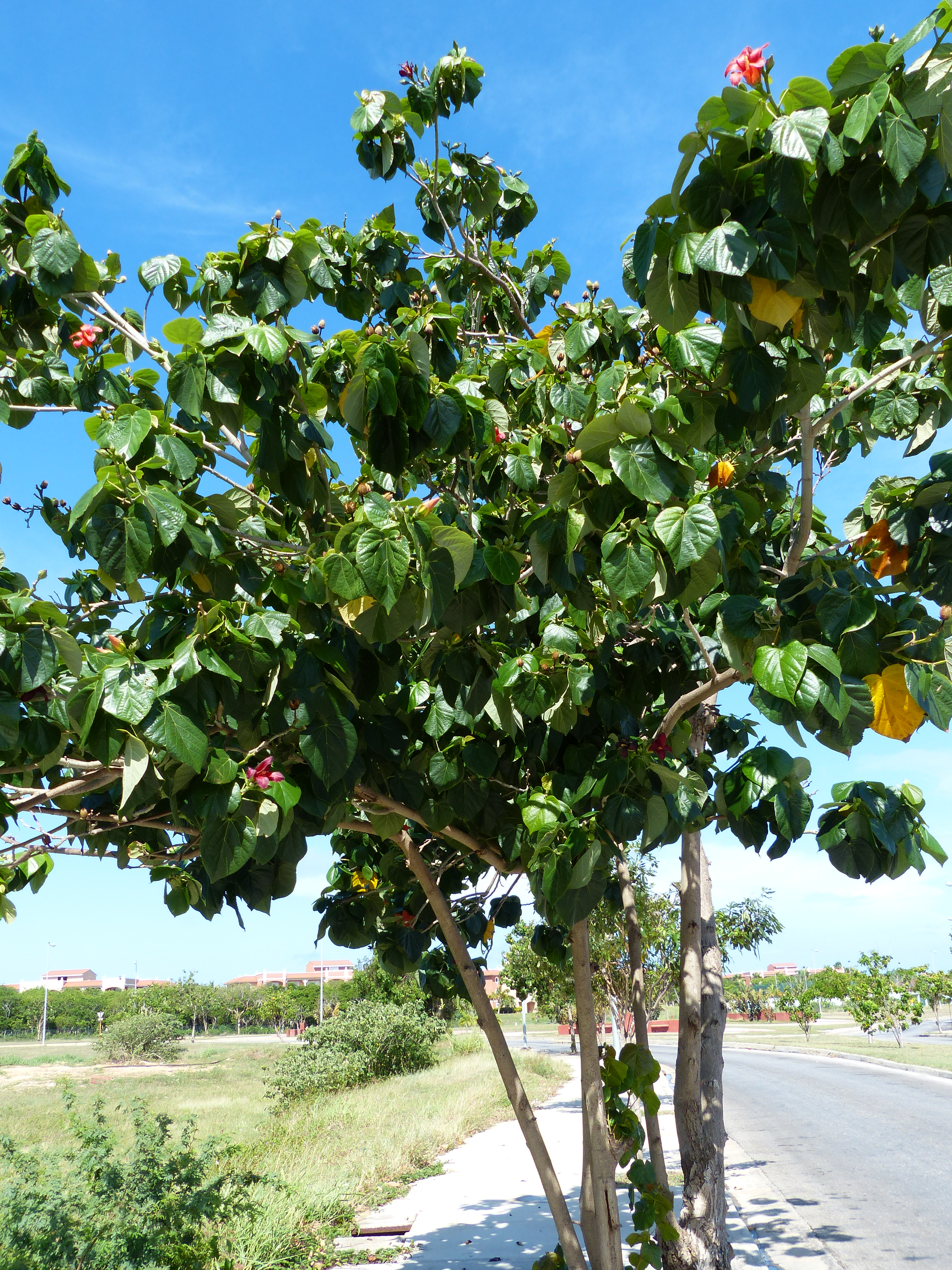
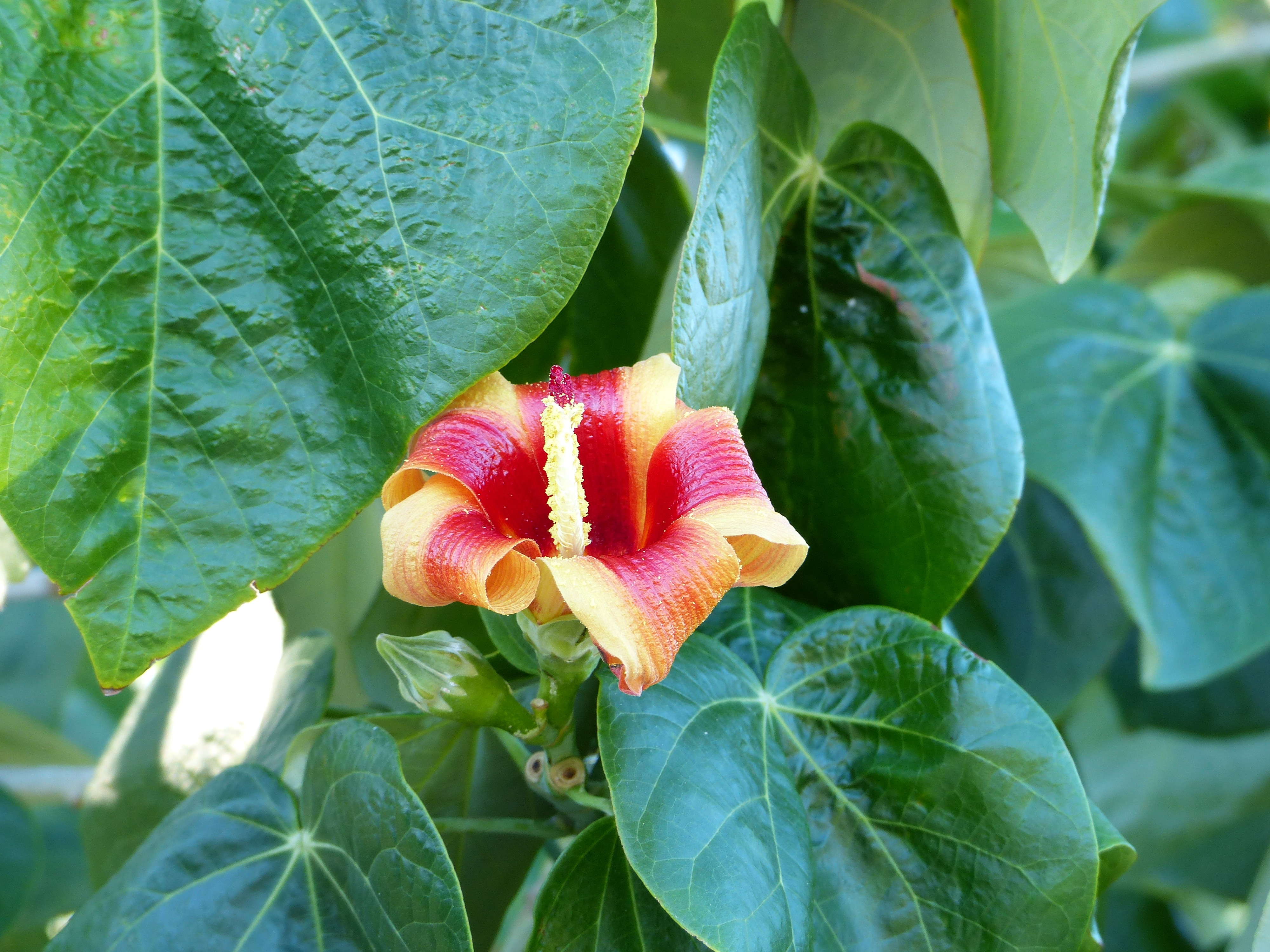
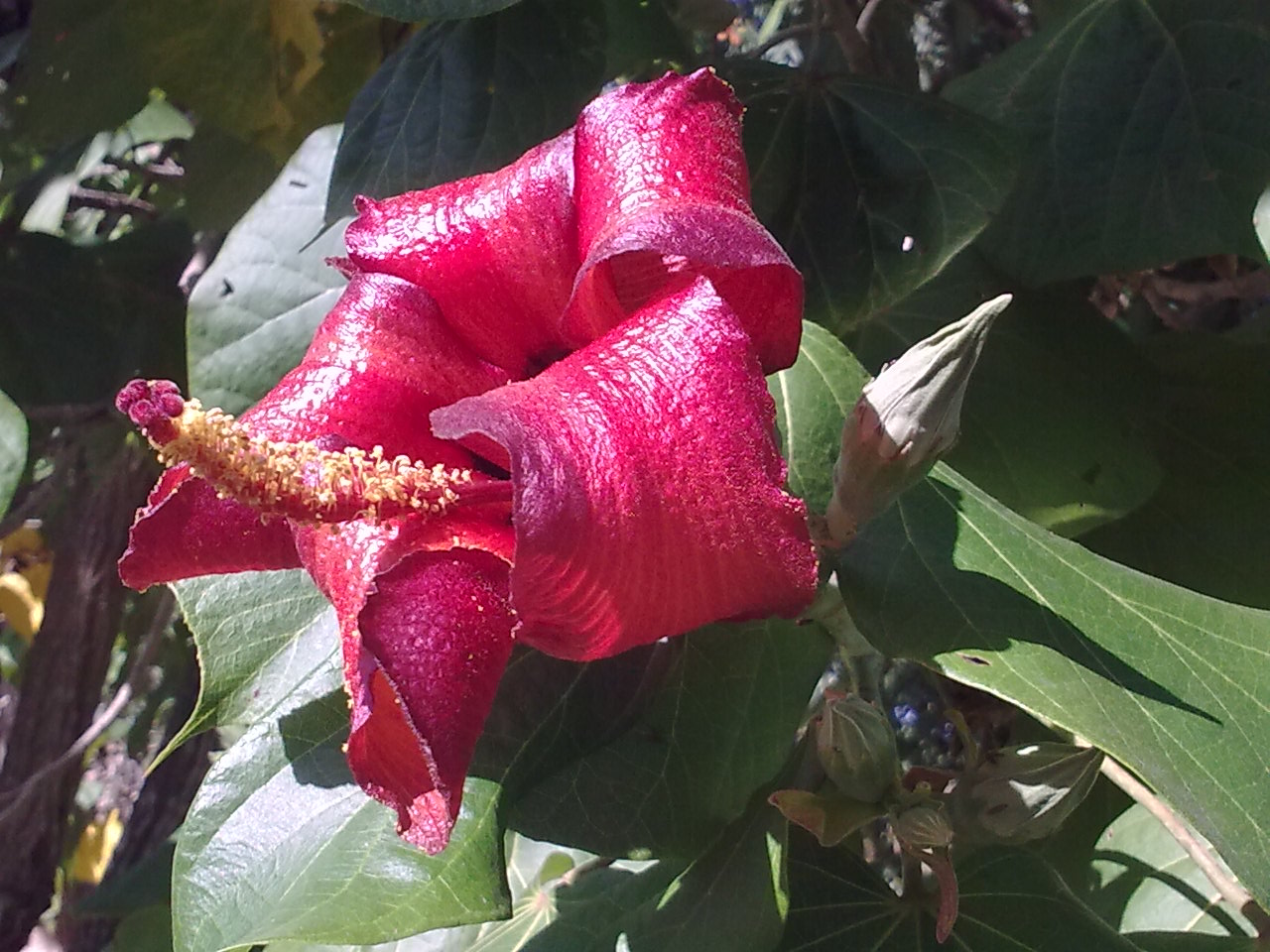